# Floudès
Floudès – miejscowość i gmina we Francji, w regionie Nowa Akwitania, w departamencie Żyronda.
Według danych na rok 1990 gminę zamieszkiwało 85 osób, a gęstość zaludnienia wynosiła 23 osób/km² (wśród 2290 gmin Akwitanii Floudès plasuje się na 1091. miejscu pod względem liczby ludności, natomiast pod względem powierzchni na miejscu 1500.).